# Jul' Maroh
Jul' Maroh est une personnalité française de la bande dessinée, née en 1985 à Lens sous le nom de Julie Maroh, qui dessine et scénarise ses albums.
Ses premiers travaux sont publiés sur Internet sous le nom de plume Djou. Son premier album, un roman graphique intitulé Le bleu est une couleur chaude, paraît en 2010. C'est alors l'un des rares albums de bande dessinée mettant en scène des lesbiennes qui rencontre le succès. Remportant notamment le prix du public au festival d'Angoulême et celui du meilleur album international au festival international de la bande dessinée d'Alger en 2011, il est adapté au cinéma par Abdellatif Kechiche sous le titre La Vie d'Adèle (Palme d'or au festival de Cannes 2013).
Parmi ses autres albums figure Hacker la peau, récit d'anticipation paru en 2023 dont le scénario est écrit par Sabrina Calvo.
Dans le cadre de son engagement féministe, Maroh cofonde en 2015 le Collectif des créatrices de bande dessinée contre le sexisme.
Jul' Maroh s'identifie comme non binaire.

## Biographie

### Enfance et formation
Jul' Maroh naît en 1985 à Lens, sous le nom (morinom) de Julie Maroh.
Après un baccalauréat en arts appliqués à l'ESAAT à Roubaix, Maroh rejoint Bruxelles l'année de ses 18 ans pour y poursuivre des études, et y obtient un premier graduat en arts visuels (option BD) à l'Institut Saint-Luc, se destinant alors au cinéma d’animation. Maroh décide finalement de s’orienter vers une formation en lithographie/gravure à l'Académie royale des beaux-arts, et y étudie en particulier l’anatomie et les droits d’auteur. Ses premiers dessins datent de l'année de ses 19 ans.

### Parcours artistique
De 2008 à 2010, Maroh tient un blog BD sous le pseudonyme de Djou, et publie en 2010 son premier album, Le bleu est une couleur chaude, aux éditions Glénat. Le récit engagé met en scène l'histoire d'amour entre Clémentine et Emma, ainsi que les doutes et problématiques sociales liées à leur homosexualité. C'est alors l'un des rares albums de bande dessinée mettant en scène des lesbiennes qui rencontre un succès public, la première édition étant épuisée en un mois. L'album reçoit, entre autres, le prix du public au festival d'Angoulême puis le prix du meilleur album international au festival international de la bande dessinée d'Alger en 2011. Abdellatif Kechiche l'adapte en film sous le titre La Vie d'Adèle (Palme d'or au festival de Cannes 2013). Maroh se montre assez critique vis-à-vis de l'adaptation cinématographique de sa BD, jugeant que le film reflète un regard masculin hétérosexuel sur le lesbianisme, particulièrement lors des scènes de sexe,,.
En 2014, Maroh met en scène, avec Maya Mihindou, une sélection d'œuvres de la collection permanente du CAPC - musée d'Art contemporain de Bordeaux, sous le titre de Procession, une histoire dans l'exposition.
En 2015, avec Lisa Mandel, Maroh contacte une cinquantaine d'autrices de bande dessinée et cofonde le Collectif des créatrices de bande dessinée contre le sexisme, un mouvement de protestation contre le sexisme dans le métier de la bande dessinée et la marginalisation des autrices. En janvier 2018, le collectif rassemble plus de 250 signataires. Le 28 janvier 2016, à l'issue du festival d'Angoulême, la ministre de la culture Fleur Pellerin annonce élever « huit créateurs et figures du secteur », dont Maroh, au rang de chevalier des Arts et des Lettres. Maroh refuse cette décoration, tout comme Chloé Cruchaudet, Aurélie Neyret, Tanxxx et Marguerite Abouet.
En 2017, Maroh publie Corps sonores, une bande dessinée dont l'action se déroule à Montréal. L'album relate des relations entre des personnes « de tous les horizons identitaires et de tous les âges » et cherche à retranscrire la réalité socioculturelle québécoise pour un lectorat français.
Le 23 octobre 2019 est annoncé par l'éditeur américain DC Comics You Brought Me the Ocean, un album dessiné par Maroh et écrit par Alex Sanchez. Cet album, paru en juin 2020, met en scène le personnage d'Aqualad, l'un des super-héros gay de l'éditeur. En 2022, HBO annonce qu'une série adaptée de ce livre et produite par Charlize Theron est en cours de développement,.
En 2021, Jul' Maroh fait paraître dans le premier numéro de la revue féministe La Déferlante, une bande dessinée sur la lutte antinucléaire des femmes opposées au projet de centrale nucléaire de Plogoff en 1976,.
En 2023, Jul' Maroh dessine Hacker la peau. Ce récit d'anticipation, dont le scénario est écrit par Sabrina Calvo, raconte l'histoire d'un trio polyamoureux lors d'une nuit de violence à Lyon. Dans ce récit, écrit dans l’entre-deux tours de l’élection présidentielle française de 2022, les trois personnages font face à un coup d'État de l'extrême droite.

### Vie privée
Dans les années 2010, Maroh se définit comme lesbienne, queer et féministe,.
Jul' Maroh effectue plus tard une transition de genre et annonce publiquement en 2020 sa non-binarité. Jul’ Maroh utilise le pronom « iel ».

## Œuvres
- Le bleu est une couleur chaude, Glénat, 2010 Prix du public - Fnac SNCF au festival d'Angoulême 2011.
Prix du meilleur album international au festival international de la bande dessinée d'Alger en 2011.
- Skandalon, Glénat, 2013  (ISBN 978-2723492546)
- City and Gender, La Boîte à bulles, 2015  (ISBN 978-2849532201)
- Brahms, BD-Musique, 2015  (ISBN 978-2374503967)
- Corps sonores, Glénat, 2017  (ISBN 978-2344012635)[18]
- You Brought Me the Ocean, DC Comics, 2020  (ISBN 978-1401290818)
- Hacker la peau, avec Sabrina Calvo, Le Lombard, 2023  (ISBN 9782808211901)
- Boutonné en jalousie, Le Lombard, 2025  (ISBN 9782808214773)

## Distinctions
- Distinctions reçues pour Le bleu est une couleur chaude :
  - 2008 : Bourse de la commission BD de la Communauté française de Belgique[30]
  - 2010 :
    - Prix « Jeune auteur » au Salon de la BD et des arts graphiques de Roubaix[31]
    - Prix du conseil régional (bande dessinée parue dans l'année pour sa portée citoyenne) au festival BD BOUM[32] de Blois[30]

  - 2011 :
    - Prix du public Fnac-SNCF au Festival d'Angoulême[33]
    - Prix BD des lycéens de la Guadeloupe[34]
    - Prix du meilleur album international au 4e Festival international de la bande dessinée d'Alger[9]
    - Prix de la BD inter comité d'entreprises remis par BD Fugue[35]

  - 2012 : Prix « Sors de ta bulle » des lycéens professionnels de l'Ouest[36]

- Décoration annoncée mais refusée par Jul' Maroh :
  - 2016 : chevalier des Arts et des Lettres[37]